# منتخب تشاد لكرة القدم للسيدات
منتخب تشاد لكرة القدم للسيدات (بالفرنسية: Équipe du Tchad féminine de football)‏ هو ممثل تشاد الرسمي في المنافسات الدولية في كرة القدم للسيدات، يديريه اتحاد تشاد لكرة القدم.